# Hadigondozás Magyarországon
A hadigondozás olyan ellátási forma, mellyel az állam gondoskodik az általa vívott háborúk, hadjáratok során megsebesült, megrokkant vagy megbetegedett, hadseregében szolgált katonák; illetve a hadiszolgálat tartama alatt elhalálozott vagy a hadiszolgálat tartama alatt szerzett sebesülésben vagy betegségben elhunyt katonák hozzátartozóiról. Ebbe az ellátási formába a második világháború idejétől bevontak minden olyan polgári személyt is, akit a hadműveletek következtében ért sebesülés, sérülés vagy veszteség.

## A hadigondozás rövid történeti áttekintése
A háborúk, hadjáratok rokkantjainak megbecsüléséről, gondozásáról először leginkább a keresztes háborúk korából maradtak fenn adatok, bár szórványos emlékek már az ókorból is ismertek. A keresztes háborúk sebesültjeinek, rokkantjainak ellátására Magyarországon is egymás után létesültek egyházi és lovagrendi kórházak, például Pécsváradon, Egerben, Pozsonyban, Szebenben. Európában a 16. században rokkantotthonokat, rokkantházakat létesítettek a hadirokkantak és sebesültek ellátására és tartására (például Pesten is), melyek feladatait azelőtt arra kijelölt várak illetve monostorok (kolostorok) látták el. A kuruc korban az akkori Európában szokásos rokkantellátási formákat alkalmazták: a rászorultaknak egyszeri pénz- vagy gabonasegélyt, gyakran közteherviselés alóli felmentést kisebb számban tartósabb járadékot nyújtottak. II. Rákóczi Ferenc úttörő módon gondoskodott a hadbavonult katonák családjáról, bizonyos közterhek viselése alóli felmentéssel illetve az elesettek családjának segélyezésével. A katonák családjáról való gondoskodást az európai feudális államokban csak a 18. század végén tapasztalhatjuk. Ekkor az árvaházak már a katonák árváit is felvették, valamint az ellátatlan hadiözvegyek és árvák gondozásába bevonták a polgári hatóságokat is, s a gondozást vállalóknak pénzbeli térítést adtak. Az 1848–49-es forradalom és szabadságharcban megrokkant honvédeknek, valamint azok özvegyeinek és árváinak állami ellátását az 1867-1868-ban létrejött honvédegyesületek és az Országos központi honvéd-választmány kezdeményezte. E célra először a királyi pár, I. Ferenc József és Erzsébet királyné adományozott pénzösszeget, később azonban ezen segélyeket az államkincstár finanszírozta. Közadakozásból Budapesten honvéd menházat is építettek, melynek fenntartását 1882-ben vette át a kormány, s a szabadságharc honvédjei nyugdíjazásának és segélyezésének kezelésére a miniszterelnökségen belül külön vegyesbizottságot állítottak fel.

## Hadigondozás azelső világháborúbanés a kétvilágháborúközött
Az első világháború kitörése után az elavult katonai ellátási törvény (1875. évi LI. tc.) szellemében folyt a hadigondozás, melynek kereteit a Csonkított és Béna Katonákat Gondozó Bizottság, majd a helyébe lépő Magyar Királyi Rokkantügyi Hivatal igyekezett bővíteni. Az 1917-1919. között működött Országos Hadigondozó Hivatal – melynek elnöke gróf Teleki Pál volt -, már sokkal átfogóbban igyekezett a hadigondozás kérdéskörét megoldani. Az intézmény központi hivatalból, 18 utókezelő gyógyintézetből, művégtaggyárakból, rokkantiskolákból és a vármegyék székhelyein működő népirodákból állt. A hadigondozás 1919. végén az akkori népegészségügyi (később népjóléti és munkaügyi) minisztérium ügykörébe került, amely ezzel átvette az összes, nem hivatásos állományból származó károsultak katonai nyugellátási ügyeinek intézését is. A hadigondozásban igazi fordulópontot jelentett a hadirokkantak és más hadigondozottak ellátásáról szóló 1933. évi VII. tc. és a végrehajtása tárgyában kiadott 9.300/1933. Eln. Hg. H.M. számú utasítás, melyek évtizedekig szolgáltak alapul a hadigondozásban követett eljárásoknál. A törvény a következő sorokkal kezdődik: „A magyar törvényhozás megemlékezvén fiainak a világháború során teljesített önfeláldozó szolgálatairól, a hősi halált halt vagy hadiszolgálat következtében megrokkant katonákkal s ezek hátramaradottaival szemben az ország mai súlyos gazdasági helyzetében is háláját az alábbi törvény megalkotásával kívánja leróni.”
Az 1933. évi VII. tc. meghatározta egyebek mellett a hadigondozás nemeit, a jogosultak körét, a hadirokkant, hadiözvegy, hadiárva, hadigyámolt, hadigondozott családtag fogalmát, a hadigondozottak osztályozását, pénzellátását, kedvezményeit, a pénzellátást és egyéb kedvezményeket kizáró, megszüntető és szüneteltető okokat, a hadigondozó hatóságokat és a hatósági eljárást, a jelvény- és címhasználatot.

### Hadigondozás aközigazgatásban
A hadigondozó közigazgatás legfontosabb szervei a hadigondozó bizottságok voltak, melyeket a hadigondozottak igényjogosultságának elbírálására hoztak létre minden járásban, törvényhatósági jogú és megyei városban, továbbá Budapest közigazgatási kerületeiben. A hadigondozó bizottság elnöke a vezető közigazgatási tisztviselő (főszolgabíró, polgármester, kerületi elöljáró) vagy helyettese, tagjai a közigazgatási hatóság hadigondozási előadója, a honvédelmi miniszter által kirendelt orvosszakértő és két hadirokkant.

## Hadigondozás amásodik világháborúkitörése után
A második világháború során a polgári lakosság nemre való tekintet nélküli hadiszolgálatba vonása, a faji elkülönítés törvényesített alkalmazása, de főképpen a fejlett légierők hadműveleti területeken kívül végzett pusztításai a háborús áldozatok körének kiszélesedését vonták maguk után, s az ezekről történő gondoskodás már nem volt beilleszthető az 1933. évi VII. tc. kereteibe. E probléma megoldására született meg az 1939. évi II. tc., az ún. honvédelmi törvény 223. §-a, és a 11.200/1939. M.E. számú rendelet, amelyek élesen elhatárolják a hadi szolgálatban veszteséget szenvedett ún. hadigondozottakat a leventekötelezettség teljesítése közben, vagy a nem hivatásos állományban bármely tényleges katonai szolgálatban, közérdekű vagy katonai munkaszolgálatban, továbbá a légvédelmi szolgálat teljesítése közben veszteséget szenvedett honvédelmi gondozottaktól.
A háború folyamán veszteséget szenvedettek elhatárolása még szembetűnőbb az e tárgyban 1943-ban kiadott szabályozások tükrében. A hadieseményekből következő polgári áldozatokat érintően bevezették a polgári gondozás fogalomkörét, a hadifogságba jutottak, illetőleg a hadieseményekkel összefüggésben eltűnt személyek (mivel elhalálozásuk nem volt bizonyított) hadi- vagy polgári gondozottá nyilvánított hozzátartozóira vonatkozóan pedig az „ideiglenes” megjelölést.
Az 1945. évtől megjelent rendeletek fokozatosan bontani igyekeztek ezeket az elhatárolásokat, és egyetlen nagy körbe, a hadigondozás körébe vontak mindenkit, akit a világháborúk alatt vagy azok befejeződése után, e háborúk okszerű következményeként akár közvetlenül, akár közvetve valamilyen fogyatkozás ért. 1946-ban megszüntették a „honvédelmi” megjelölést, így az addigi honvédelmi gondozott elnevezés helyébe a hadigondozott lépett, továbbá a polgári gondozás helyett bevezették a háborús polgári gondozás fogalmát, s így a polgári gondozott megjelölés helyett a háborús polgári gondozott megjelölés használatát írták elő.
A hadigondozottak elnevezése 1949-ben vált igazán egyöntetűvé, amikor is egyrészt megszüntették a hadi- vagy háborús polgári gondozottá nyilvánított hozzátartozók ’ideiglenes” megjelölését, másrészt pedig a háborús polgári megjelölést, s így a hadigondozásba bevont valamennyi személy egységes elnevezése hadigondozott, ezen belül pedig hadirokkant, hadiözvegy, hadiárva, hadigyámolt, illetőleg hadigondozott családtag lett.
A második világháború befejezése után a hadigondozásra jogosultak köre egyre inkább szűkült. Az 1944. október 15. (nyilas hatalomátvétel) után keletkezett hadigondozási jogosultságok esetén nem tekintették igazoltnak, tehát kizárták a pénzellátásból mindazokat, akik valamely nyilas, fasiszta, volksbundista pártnak tagjai voltak, SS-alakulatnál szolgáltak, vagy ezek céljaival azonosultak, illetve azon személyeket, akik nevüket visszanémetesítették vagy magyar-német kettős állampolgársággal bírtak. 1946-ban kizárták továbbá az önálló iparosként vagy önálló kereskedőként működőket, illetve az állami egyedáruság tárgyát alkotó dolgok elárusítására vagy egyéb jogosítvány gyakorlására hatósági engedéllyel rendelkezőket, mivel megélhetésüket biztosítottnak tekintették. Ezután, 1949-ben megvonták a pénzellátást a kitelepítésre kijelölt német anyanyelvű személyektől is a kitelepítés megtörténtéig – e rendeletet azonban 1950-ben visszavonták.

## Az 1994. évi XVL. törvény a hadigondozásról
A magyar törvényhozás 1994-ben törvénykezett újra s egyben legutóbb a hadigondozással kapcsolatban. A törvény kimondja, hogy a hadigondozás állami feladat, amelynek során ellátások és kedvezmények illetik meg a jogosultakat, jövedelmi értékhatárra való tekintet nélkül. A jogszabály szerint hadigondozásra jogosultak a Magyarországon élő magyar állampolgárságú hadirokkantak és hadigondozottak. Hadirokkantnak minősül az a személy, aki szolgálat, azaz: az első világháborúban vagy a második világháborúban teljesített katonai szolgálat, kötelező katonai előképzés (leventekötelezettség teljesítése), légitámadás és hadművelet, illetve visszamaradt robbanóanyag felrobbanása következtében testi épségének vagy egészségének károsodása folytán hadieredetű fogyatkozást szenvedett. Hadigondozott az a személy, akit hadigyámoltként, hadiözvegyként, hadiárvaként illetőleg hadigondozott családtagként kell gondozásba venni. A törvény és a végrehajtása tárgyában kiadott rendelet egyebek mellett részletezi a hadigondozottak ellátását, az ellátások folyósításának szabályait, és a hadigondozási igényjogosultság megállapítása iránti eljárás szabályait is.